# Yuba City Racquet Club Challenger
Lo Yuba City Racquet Club Challenger, noto come Sunset Moulding Yuba City Racquet Club Challenger per ragioni di sponsorizzazione, è stato un torneo professionistico di tennis giocato sul cemento e faceva parte dell'ATP Challenger Tour. Si è giocato annualmente dal 2005 al 2009 allo Yuba City Racquet & Health Club di Yuba City, negli Stati Uniti.

## Albo d'oro

### Singolare
| Anno | Campione      | Finalista      | Punteggio        |
| ---- | ------------- | -------------- | ---------------- |
| 2009 | Ryler DeHeart | Carsten Ball   | 6–2, 3–6, 7–5    |
| 2008 | Michael Yani  | Sam Warburg    | 7–6(5), 2–6, 6–3 |
| 2007 | Kevin Kim     | Bobby Reynolds | 6–4, 0–6, 6–3    |
| 2006 | Sam Querrey   | Sam Warburg    | 7–6(6), 6–1      |
| 2005 | Cecil Mamiit  | Paul Goldstein | 6–4, 6–4         |

### Doppio
| Anno | Campioni                        | Finalisti                         | Punteggio        |
| ---- | ------------------------------- | --------------------------------- | ---------------- |
| 2009 | Carsten Ball Travis Rettenmaier | Adam Feeney Nathan Healey         | 6–3, 6–4         |
| 2008 | Nicholas Monroe Michael Yani    | Jan-Michael Gambill Scott Oudsema | 6–4, 6–4         |
| 2007 | Harel Levy Sam Warburg          | Eric Nunez Jean-Julien Rojer      | 6–4, 6–4         |
| 2006 | Scott Lipsky David Martin       | Nicholas Monroe Horia Tecău       | 6–0, 6–4         |
| 2005 | Brandon Coupe Justin Gimelstob  | Santiago González Bruno Soares    | 6–2, 3–6, 7–6(1) |